# Hundkäxblomfluga
Hundkäxblomfluga (Cheilosia pagana) är en blomfluga som tillhör släktet örtblomflugor och är mycket vanlig på många ställen i Sverige.

## Kännetecken
Hundkäxblomflugan är en liten till medelstor blomfluga med en längd på 5 till 9 millimeter. Hela kroppen är svartglänsande, hanen med antydan till extra svartglänsande parfläckar på tergit 2 och 3. Antennerna är gulorange med svart antennborst. Antennsegment tre är stort (speciellt hos honorna) och cirka 1,5 gånger så långt som brett. Ögonen saknar behåring. Benen är övervägande gula från lårspetsen ner till fotens näst sista segment. Skutellens bakkant har svarta hår medan bakkroppen har ljusare behåring. Flera andra arter i det stora släktet med örtblomflugor är mycket snarlika, till exempel spetsig soppblomfluga (Cheilosia longula) och smalkindad örtblomfluga (Cheilosia angustigenis).

## Utbredning
Hundkäxblomflugan finns i hela Norden utom på Island och på kalfjället och är på många ställen mycket vanlig. Den finns i större delen av övriga Europa och österut genom Sibirien bort till Stilla havet och Japan. Den finns även i Nordamerika.

## Levnadssätt
Hundkäxblomflugan lever på öppen mark med närhet till lövskog, till exempel i skogsbryn och gläntor, ängs och hagmarker. Larven lever i rötterna på hundkäx eller strätta. De vuxna flugorna kan ses på framför allt flockblommiga och korgblommiga växter men även på andra blommor. Flygtiden är från april till september i Sverige.

## Etymologi
Pagana betyder lantlig på latin. 